# HD29580
HD29580 є хімічно пекулярною зорею спектрального класу
B9 й має видиму зоряну величину в смузі V приблизно  8,5.

## Пекулярний хімічний вміст
Зоряна атмосфера HD29580 має підвищений вміст 
Si
.